# 1997 au Yukon
Chronologie du Yukon
- 1993
- 1994
- 1995
- 1996
- 1997
- 1998
- 1999
- 2000
- 2001

Cette page concerne des événements d'actualité qui se sont produits durant l'année 1997 dans le territoire canadien du Yukon.

## Politique
- Premier ministre : Piers McDonald (NPD)
- Chef de l'Opposition officielle : John Ostashek (Parti du Yukon)
- Commissaire : Judy Gingell
- Législature : 29e

## Événements
- Fondation du Centre béringie d'interprétation du Yukon (en).
- Ken Taylor quitte ses fonctions du chef du Parti libéral du Yukon. Le député de Riverside Jack Cable (en) assure l'intermédiaire jusqu'à l'élection d'un nouveau chef.
- Yann Herry devient le président de l'Association franco-yukonnaise[1].
- 24 mars : Le député territoriale du Lac Laberge Doug Livingston (en) devient le 6e président de l'Assemblée législative du Yukon, mais sous l'interimaire en attendant Robert Bruce (en) sois élu de sa circonscription lors de l'élection partielle.
- 1er avril : Le néo-démocrate Robert Bruce (en) remporte l'élection partielle territoriale de Vuntut Gwitchin. L'élection avait été provoqué par une égalité entre le candidat néo-démocrate Bruce et du Parti du Yukon Esau Schafer (en) lors de l'élection territoriale du 30 septembre 1996.
- 14 avril : Robert Bruce (en) reprend la présidence de l'Assemblée législative.
- 2 juin : Le PLC de Jean Chrétien remporte l'élection générale fédérale et formera un gouvernement majoritaire. Les résultats sont de 156 libéraux, 60 réformiste, 44 bloquistes, 21 néo-démocrates et 20 progressiste-conservateurs. Dans la circonscription du territoire du Yukon, la néo-démocrate Louise Hardy qu'elle remplace Audrey McLaughlin est élue avec 43 % du vote face aux cinq adversaires, Ken Gabb du réformiste, Shirley Adamson du libéral, l'ex commissaire John Kenneth McKinnon du progressiste-conservateur, le candidat indépendant et ex maire de Whitehorse Don Branigan et Geoffrey Capp de l'héritage chrétien.

## Naissances
- 14 juin : Bryn Hoffman (en), patineuse.

## Décès
- 15 mai : Jack Hibberd (en), député territoriale de Whitehorse-Centre-Sud (1974-1981) (º 1931)
- 14 juillet : Hilda Watson, premier chef du Parti progressiste-conservateur du Yukon (º 13 janvier 1922)
- 10 septembre : Meg McCall, députée territoriale de Klondike (1978-1985) (º 24 mai 1931)